# Beukenbladrolmijt
De beukenbladrolmijt (Acalitus stenaspis) is een galmijt behorend tot de familie Eriophyidae (galmijten). Het wordt gevonden in Europa en werd voor het eerst beschreven door de Oostenrijkse zoöloog Alfred Nalepa in 1891.

## Kenmerken
Acalitus stenaspis veroorzaakt drie verschillende gallen op beuk. In het voorjaar kunnen de bladeren onvolgroeid zijn, dik bedekt met zilvergrijze haren, gevouwen zijn met golvende nerven en mijten bevatten.
De gal die het meest geassocieerd wordt met deze soort is de rand van het blad die naar boven krult en een zeer strakke rol vormt, wat vaak over het hoofd wordt gezien. Tijdens de zomer leven talloze mijten in de gal die zich voeden met een massa kleine haartjes. De rol is lichtgroen of geel. Ze verlaten de gal voordat het blad valt en brengen de winter door in de slapende knoppen. In Schotland zijn neerwaartse rollen gevonden die door dezelfde soort kunnen worden veroorzaakt.
Een derde gal kunnen knoppen zijn die tot 3 cm lang kunnen worden; de scheut wordt misvormd en de bladeren zijn golvend, hebben een onregelmatige nerven en zijn bedekt met lange haren. Als de scheut de mijt overwint, zien jongere bladeren er normaal uit.
De meeste literatuur en websites verwijzen naar gallen die voornamelijk op beuk (Fagus sylvatica) voorkomen. Op Fagus × taurica zijn ook gallen waargenomen.

## Verspreiding
Deze Europese soort komt voor in Bosnië en Herzegovina, Denemarken, Duitsland, Frankrijk, Ierland, Italië, Kosovo, Kroatië, Letland, Litouwen, Montenegro, Noord-Macedonië, Polen, Servië, Spanje, Tsjechië en het Verenigd Koninkrijk.